# Pános Kamménos
Panagiotis Kamménos, dit Pános Kamménos, en grec (grec moderne : Πάνος Καμμένος, né le 12 mai 1965 à Athènes), est un homme politique grec. Il est le président et fondateur des  Grecs indépendants, (en grec Ανεξάρτητοι Έλληνες). Il est ministre de la Défense nationale dans le gouvernement grec, dirigé par Aléxis Tsípras de janvier à août 2015 et de septembre 2015 à janvier 2019.

## Biographie

### Études et formation
Pános Kamménos achève ses études secondaires au lycée français Leonin. Il étudie les sciences économiques et la psychologie en France à l'université de Lyon, puis l'organisation et l'administration d'entreprises en Suisse à Lausanne. Il devient alors économiste et travaille pour des entreprises privées ayant trait au commerce et au tourisme avant d'entamer une carrière politique. Il parle couramment anglais et français.

### Carrière politique
En 1993, Pános Kamménos est élu pour la première fois député, dans la deuxième circonscription d'Athènes, avec le parti centre droit Nouvelle Démocratie (Νέα Δημοκρατία). Il sera par la suite réélu, sans interruption, aux élections de 1996, 2000, 2004, 2007, et 2009.
Il est nommé ministre délégué de la Marine marchande en 2007 dans le second gouvernement de Kostas Karamanlis. Il est chargé de la négociation pour la cession de la première tranche des droits du port du Pirée à la société chinoise Cosco.
À la suite de sa décision de ne pas accorder son vote de confiance au gouvernement de Loukás Papadímos, alors favorable à l'imposition de la politique de la Troïka (Banque centrale européenne, Commission européenne, FMI), le Comité d'éthique de Nouvelle Démocratie, sur la demande de son président Antónis Samarás, annonce le 16 novembre 2011 l'exclusion de Pános Kamménos du groupe parlementaire. Le 13 février 2012, il est définitivement radié du parti Nouvelle Démocratie en même temps que 20 autres députés, à la suite de leur choix de voter contre les mesures d'austérité liées au nouvel accord d'aide financière octroyé à la Grèce par la Troïka.
Après son départ de Nouvelle Démocratie, Pános Kamménos fonde le mouvement politique Grecs indépendants, mouvement qui se positionne contre l'austérité et refuse la tutelle de la Troïka.
Aux élections du 6 mai 2012, le mouvement, bien que nouvellement créé, reçoit 670 329 votes, soit 10,6 % de l'électorat (quatrième force au parlement avec 33 députés élus).
Pános Kamménos, président du mouvement Grecs Indépendants est élu député dans la deuxième circonscription d'Athènes aux élections de mai et de juin 2012, ainsi qu'aux élections du 25 janvier 2015. Il remporte 4,79 % des suffrages et obtient 13 sièges au Parlement.
Il entre alors dans le gouvernement de coalition avec Syriza, parti de gauche anti-austérité vainqueur des élections législatives, dans lequel il devient ministre de la Défense nationale. À l'issue des élections législatives anticipées qui se déroulent le 20 septembre suivant, la coalition est reconduite et Kamménos retrouve son poste ministériel. Il accorde un entretien à Libération dans lequel il évoque la menace que représente, à ses yeux, la Turquie, et de l'autre, la question de l'accord sur la Macédoine.
Le 13 janvier 2019, il annonce sa démission en raison de son opposition à l'accord négocié entre la Grèce et la Macédoine sur la dénomination de celui-ci.

### Idées politiques
Pános Kamménos est opposé au PACS ouvert aux homosexuels.
Il considère que l'Église orthodoxe doit être exempte d'impôts, comme le sont les autres Églises ayant un statut légal en Grèce.
En ce qui concerne l'Ex-République yougoslave de Macédoine, il considère que l'histoire et la civilisation macédoniennes appartiennent à la nation grecque, et que par conséquent, Slaves, Albanais et autres minorités de ce nouvel État ne sont pas en droit de s'approprier  le nom de « Macédoniens ».
En ce qui concerne la Turquie, il considère que les relations bilatérales doivent être soumises aux règles du droit international et non à la militarisation.
En mars 2015, comme ministre de la Défense, il menace d'« inonder l'Europe de migrants », si celle-ci n'arrive pas à régler la dette grecque, ajoutant : « on leur distribuera des papiers valides qui leur permettront de circuler dans l'espace Schengen. Ainsi, la marée humaine pourra se rendre sans problèmes à Berlin. Et tant mieux si, parmi ces migrants, se trouvent des djihadistes de l'État islamique ».

### Activités politiques et sociales
Son action politique commence en tant que membre de la jeunesse de Nouvelle Démocratie (ONED) et des syndicalistes étudiants de la jeunesse du Parti Populaire Européen.
Il participe activement à des organisations non gouvernementales internationales qui se consacrent aux droits de l'homme, au trafic de substances et d'êtres humains, à la drogue et aux abus envers les enfants. Il participe également à de nombreuses missions pour la promotion des droits de l'hellénisme, de l'orthodoxie et de sujets d'intérêts nationaux.
Il est membre fondateur de la commission parlementaire informelle pour l'Hellénisme et l'Orthodoxie du parlement grec.
Pour son importante contribution en faveur de l'orthodoxie, il est décoré de la «Grande Croix du Mérite» de l'Église orthodoxe tchèque et de l'«Ordre du mérite du Patriarcat de Jérusalem». Le président français Nicolas Sarkozy lui remet la croix de « Chevalier de l'Ordre National du Mérite » pour son action contre le terrorisme international.

### Activités parlementaires
• Vice-président de la commission du parlement Grec  chargée de l'étude du problème des accidents de la circulation (1996).
• Greffier du parlement durant trois années consécutives (1996-1999).
• Président de la Commission parlementaire de sujets Économiques et Sociales (CES) pour la mer Égée (1996-1997).
• Vice-président de la CES de l'ordre public (1993-1994).
• Président de la Commission sur la sécurité et la coopération en Méditerranée (2001).
• Membre du Bureau politique du Parti Populaire Européen (2003-2007).
• Vice-président de la commission des affaires politiques et de la sécurité de l'OSCE (2002-2003).
• Chef de la délégation grecque à l'Assemblée parlementaire de l'Organisation pour la sécurité et la coopération en Europe (OSCE CC) (2004-2007)
• Vice-président du comité parlementaire de l'OSCE (2004-2007)
• Envoyé spécial du Président du comité parlementaire de l'OSCE sur la question du terrorisme (2007-2008)
• Président du Groupe des démocrates-chrétiens, conservateurs et partis frères du comité parlementaire de l'OSCE (2003-2007).
• Président du Comité permanent de la Défense et des Affaires étrangères du Parlement Grec (2006-2007).
• Vice-ministre de la Marine marchande, de l'Égée et de la Politique insulaire (2007-2009).
• Ministre de la Défense Nationale (27 janvier 2015 -)
Son travail parlementaire est concentré sur les questions de sécurité nationale, d'ordre public, ainsi que sur les questions de corruption et de transparence. Il est nommé à plusieurs reprises médiateur spécial et observateur officiel lors  des élections parlementaires dans de nombreux pays de Méditerranée, d'Europe et d'Asie.

### Alliances au niveau européen

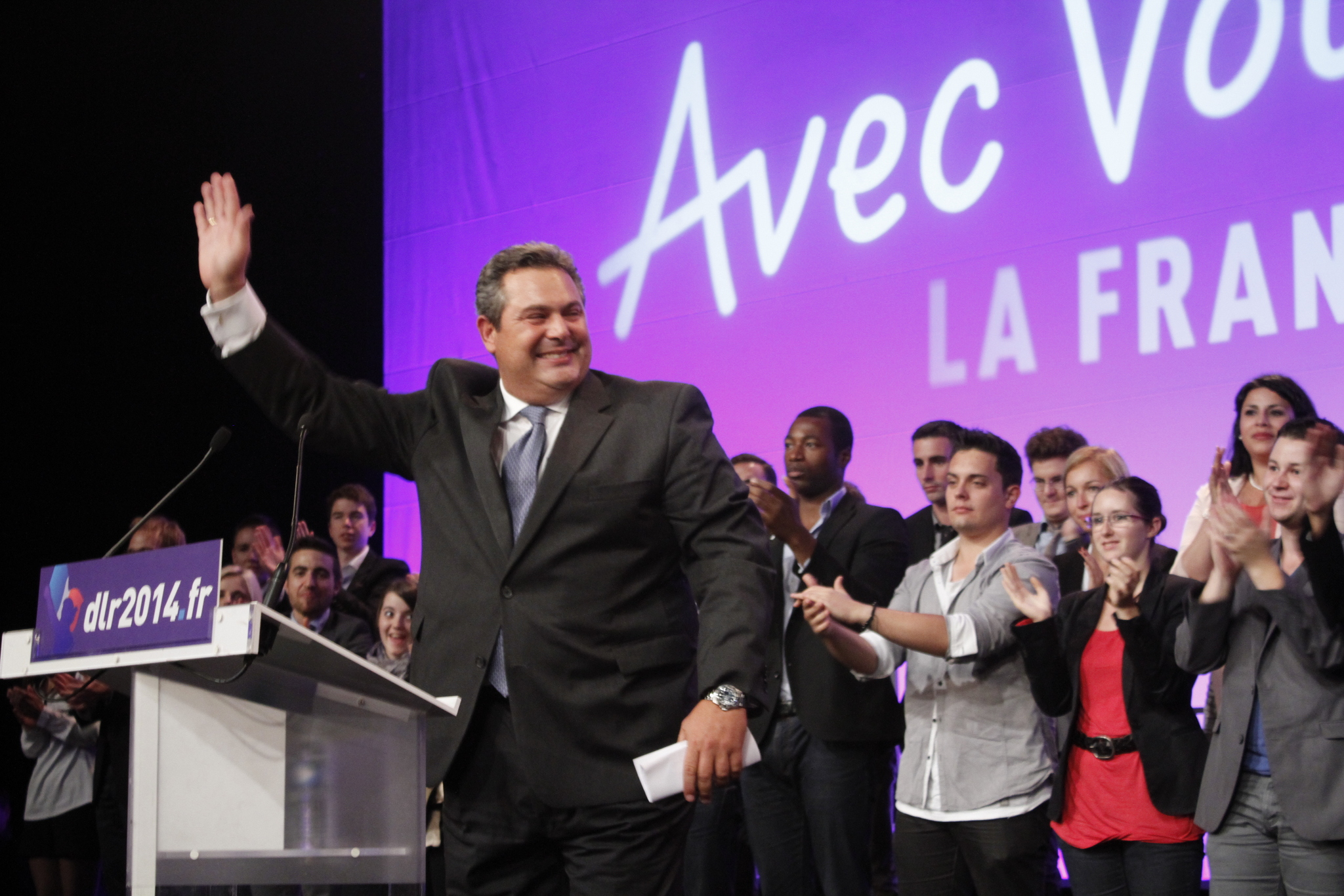
Pános Kamménos, au congrès de Debout la République en 2013.

Pános Kamménos, président du mouvement « Grecs Indépendants », est allié au niveau européen avec les partis et mouvements politiques suivants :
- UK Independence Party (UKIP), dirigé par le parlementaire européen Nigel Farage (Royaume-Uni) ;
- Movimento 5 Stelle (Mouvement Cinq Étoiles - M5S) de Beppe Grillo (Italie) ;
- Debout la France, le mouvement politique dirigé par le député de l'Essonne Nicolas Dupont-Aignan (France).

## Vie privée
Pános Kamménos est marié et père de 5 enfants, quatre garçons et une fille.

## Distinctions

### Décorations
- Grand croix du mérite de l'Église orthodoxe de Tchéquie et de Slovaquie
- Médaille d'Honneur du patriarcat orthodoxe de Jérusalem
- Chevalier de l'ordre national du Mérite (France)

## Publications
- «Le terrorisme, la théorie et la pratique» (1990)
- «Hellénisme-Orthodoxie dans le Second millénaire, volume 1», (1997)
- «Hellénisme-Orthodoxie dans le Second millénaire, volume 2», (1998)
- «Hellénisme-Orthodoxie dans le Second Millénaire, volume 3», (1999).

### CDS
Pános Kamménos a accusé le frère de Georges Papandréou, Andréas, de s'être enrichi à la faveur de la crise en jouant avec les CDS depuis son entreprise d'investissement basée en Suisse.